# Zračna luka Mali Lošinj
Zračno pristanište Mali Lošinj je aerodrom registriran za javni domaći i međunarodni promet. Nalazi se na otoku  Lošinju. Ima uzletno-sletnu stazu dužine 900 m, širine 30 m, kodne oznake 2C prema ICAO-u. Staza je instrumentalna, za neprecizni prilaz, a dužinom zadovoljava uvjete za slijetanje i uzlijetanje STOL (Short take off and landing – kratko uzlijetanje i slijetanje) aviona.
Uzletno-sletna staza je izgrađena od asfalta, kao i staze za vožnju. Dvije staze za vožnju su postavljene pod 45° u odnosu na uzletno-sletnu stazu i zadovoljavaju sadašnji promet malih aviona. Zračno pristanište je osposobljeno za dnevno letenje.
Prioritet je potreba produljenja piste na 1260 m, a realizaciji te namjere se već pridonijelo izradom potrebne projektne dokumentacije. Primorsko-goranska županija sudjeluje u financiranju ovog projekta. 
Pogledajte izvor upita Wikidata i izvori.

## Vanjske poveznice
- www.airportmalilosinj.hr